# Союз-5
«Союз-5» — пилотируемый космический корабль серии «Союз», выполнивший 16 января 1969 года первую в мире стыковку двух пилотируемых космических кораблей.

## Экипажи
Основной экипаж
- Борис Волынов (1-й космический полёт)
- Алексей Елисеев (1-й космический полёт)
- Евгений Хрунов (1-й космический полёт)

Дублирующий экипаж
- Анатолий Филипченко
- Валерий Кубасов
- Виктор Горбатко

Резервный экипаж
- Анатолий Куклин
- Владислав Волков
- Пётр Колодин

Экипаж посадки
- Борис Волынов

## Описание полёта
Корабль «Союз-5» стартовал с космодрома Байконур 15 января 1969 года, на следующий день после старта корабля «Союз-4».
16 января в 08:20 UTC корабли «Союз-4» и «Союз-5» состыковались. Это была первая в мире стыковка двух пилотируемых кораблей. Во время стыковки активным кораблём был «Союз-4», стыковочный узел которого был оборудован штырём, стыковочный узел «Союза-5» был оборудован приёмным конусом.
На 35-м витке космонавты Хрунов и Елисеев вышли в открытый космос из корабля «Союз-5» и перешли в корабль «Союз-4». Этот переход был элементом подготовки в рамках программы подготовки к предполагаемому пилотируемому полёту на Луну. После стыковки агентство ТАСС объявило, что впервые на орбите создана экспериментальная космическая станция с четырьмя космонавтами на борту. Советское телевидение вело прямую трансляцию перехода Хрунова и Елисеева.
Космонавты Хрунов и Елисеев надели скафандры «Ястреб», командир корабля Борис Волынов помогал им в этом, проверял системы жизнеобеспечения и коммуникаций скафандров. Затем Волынов вернулся в спускаемый аппарат и закрыл люк между орбитальным отсеком и спускаемым аппаратом. Корабли «Союз» модели «7К-ОК» не имели переходного люка в стыковочном агрегате, орбитальные отсеки кораблей использовались в качестве шлюзовых камер. После разгерметизации орбитального отсека первым в открытый космос вышел Евгений Хрунов. В это время состыкованные корабли находились над Южной Америкой и не имели радиоконтакта с центром управления полётом в СССР. Выход Елисеева происходил уже над территорией СССР, когда поддерживался радиоконтакт с Землёй. Елисеев закрыл за собой люк «Союза-5». Хрунов и Елисеев, используя специальные поручни на внешней стороне КК, перешли в орбитальный отсек «Союза-4», который затем был наполнен воздухом. Командир «Союза-4» Владимир Шаталов помог Хрунову и Елисееву снять скафандры. Хрунов и Елисеев передали Шаталову письма, телеграммы и газеты, которые вышли уже после его старта в космос.
Корабли «Союз-4» и «Союз-5» находились в состыкованном состоянии 4 часа 35 минут.
При спуске с орбиты «Союза-5» не сработал пиропатрон отделения спускаемого аппарата от приборно-агрегатного отсека, спуск пошёл по нештатной траектории с перегревом спускаемого аппарата из-за неверной ориентации во время торможения (тепловым экраном назад), нерасчётными перегрузками и закруткой. Спускаемый аппарат отделился при прохождении плотных слоев атмосферы по причине взрыва в приборно-агрегатном отсеке из-за сильного нагрева баков с горючим на высоте 90 километров. Так как спуск продолжался по нерасчетной баллистической траектории с вращением вокруг продольной оси, выпущенный парашют стало закручивать, что увеличило скорость спуска. Нерасчётно сработала и система мягкой посадки (в метре от Земли), в результате чего Волынов получил инерционные травмы.
Приземление произошло 18 января в 07:59:12 UTC в 600 километрах от расчётного места посадки, температура в месте посадки была минус 38 градусов.
За успешное осуществление полета и проявленное при этом мужество 22 января 1969 года Волынову, Елисееву и Хрунову присвоено звание Героя Советского Союза.

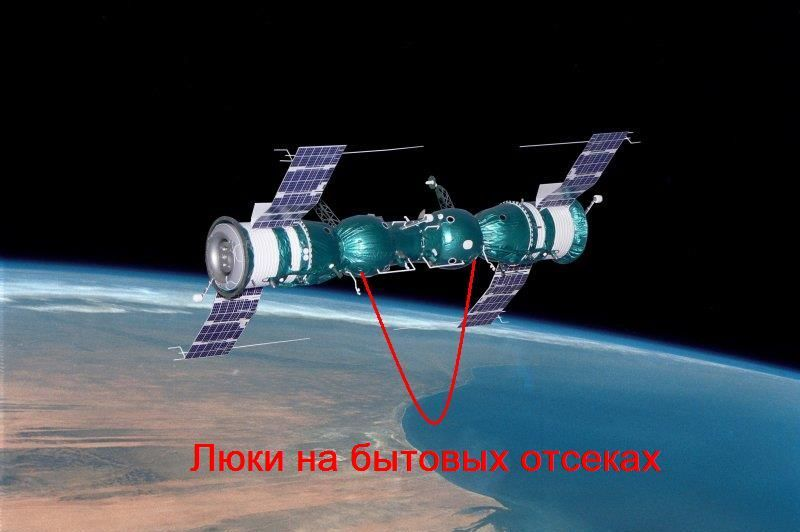
Рисунок художника, стыковка кораблей «Союз-4» и «Союз-5» 16 января 1969 года.
Космонавты Хрунов и Елисеев в скафандрах «Ястреб» вышли в открытый космос и перешли из одного корабля в другой, используя бытовые отсеки как шлюзовые камеры.